# Mabton (Washington)
Mabton es una ciudad ubicada en el condado de Yakima en el estado estadounidense de Washington. En el año 2000 tenía una población de 1.891 habitantes y una densidad poblacional de 1.554,6 personas por km².

## Geografía
Mabton se encuentra ubicada en las coordenadas 46°12′42″N 119°59′47″O / 46.21167, -119.99639.

## Demografía
Según la Oficina del Censo en 2000 los ingresos medios por hogar en la localidad eran de $26.650, y los ingresos medios por familia eran $26.198. Los hombres tenían unos ingresos medios de $18.917 frente a los $21.667 para las mujeres. La renta per cápita para la localidad era de $7.694. Alrededor del 27,9% de la población estaban por debajo del umbral de pobreza.